# Ctenoplusia disjunctana
Ctenoplusia disjunctana là một loài bướm đêm trong họ Noctuidae.